# Дымкин, Александр Михайлович
Александр Михайлович Дымкин (25 октября 1924, Кузнечиха, Спасский кантон, Татарская АССР, РСФСР, СССР — 30 января 1992, Москва) — советский учёный-геолог, доктор геолого-минералогических наук (1964), профессор (1966), член-корреспондент АН СССР (1981). Лауреат Государственной премии СССР (1983). Специалист в области рудогенеза, петрологии и геохимии железорудных месторождений.

## Биография
Родился 25 октября 1924 года в селе Кузнечиха Спасского кантона Татарской АССР (ныне Спасский район Татарстана).
В 1941 году окончил среднюю школу и работал плановиком Кузнечихинского райисполкома Татарской АССР. В 1942 году был призван в Красную армию и попал в ряды Военно-морского флота. Воевал в составе 260-й десантной бригады морской пехоты Балтийского флота, войну закончил в звании старшины 1-й статьи.
Демобилизовавшись, в 1946—1952 годах учился на геологическом факультете Казанского университета. По его окончании работал там же ассистентом и доцентом, занимался преподавательской деятельностью (1952—1958 годы).
С 1958 года работал в Институте геологии и геофизики Сибирского отделения Академии наук СССР в Новосибирске — был старшим научным сотрудником (1958—1961), заведующим Центрально-Сибирским геологическим музеем (1961—1975), заведующим лабораторией (1975—1977).
Одновременно с 1959 по 1977 годы он был доцентом и профессором Новосибирского государственного университета.
В 1977—1985 годах — директор Института геологии и геохимии им. А. Н. Заварицкого и заместитель председателя Уральского научного центра АН СССР (Свердловск).
В 1981—1985 годах был профессором Свердловского горного института.
В 1985—1987 годах — заместитель директора Института литосферы АН СССР.
В 1987—1990 годах — заместитель академика-секретаря отделения АН СССР.
С 1988 года — директор Государственного геологического музея им. В. И. Вернадского.
Скончался 30 января 1992 года в Москве.

Могила Дымкина в Новосибирске

Похоронен в Новосибирске на Южном кладбище.

## Награды
- Награждён орденами Красной Звезды (1946, Трудового Красного Знамени (1984), Отечественной войны 2-й степени (1985), а также медалями в числе которых «За оборону Ленинграда» (1942), «За победу над Германией в Великой Отечественной войне 1941—1945 гг.» (1945), «За трудовую доблесть» (1967), «За доблестный труд» (1970)[1].
- Лауреат Государственной премии СССР (1983, за цикл работ «Магматические и эндогенные рудные формации Сибири»).